# Vláskatec tajemný
Vláskatec tajemný (Trichomanes speciosum) je druh kapradiny z čeledi blánatcovité (Hymenophyllaceae).

## Popis
Z dlouhého plazivého oddenku vyrůstají jednotlivě až 40 cm dlouhé listy s křídlatým řapíkem a sklovitou 3-4x zpeřenou čepelí. Čepel je z jedné vrstvy buněk, patří k vývojově nejstarším skupinám rostlin, neobsahuje žádné průduchy. Výtrusy se tvoří na koncích listových úkrojků, sporangia jsou na sloupku, který je vlastně pokračováním listové žilky. Ostěra, která kryje sporangia, je úzce rourkovitá.
Gametofyty jsou tvořeny vláknitými prothalii, podobají se spíše některým druhům zelených řas. Vláknité povlaky mají tloušťku asi 1 cm, rozvětvují se téměř v pravém úhlu. Rhizoidy jsou světle hnědé nebo bezbarvé.

## Výskyt

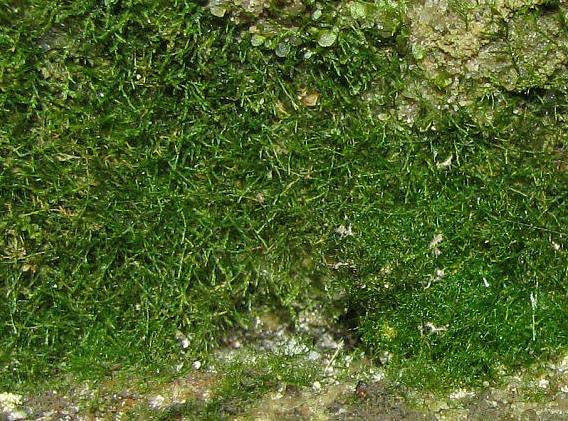
Vláskatec tajemný - gametofyt

Vyskytuje se na vlhkých, silně zastíněných, převážně skalních stanovištích, s vyrovnanými teplotami v průběhu celého roku, v nízkých nadmořských výškách. Ekologie sporofytů je velmi odlišná od ekologie gametofytů. V ČR se gametofyty vyskytují v hlubokých štěrbinách ve strmých skalách z křídových pískovců často s částečkami kaolinu. Vyrůstají na holém minerálním substrátu bez doprovodu vegetace.
Jedinci s úplným životním cyklem se vyskytují při pobřeží Britských ostrovů, ve Francii v Bretani, ve Španělsku a Portugalsku, v Makaronésii (Azory, Madeira, Kanárské ostrovy), v severozápadní Itálii.
Jedinci pouze ve stadiu gametofytu se vyskytují ve vnitrozemí Britských ostrovů, v jihovýchodní Belgii, Lucembursku, Německu a v severních Čechách (Suchá Kamenice u Hřenska, Dolský mlýn, soutěska Chřibská Kamenice).
V Čechách se vyskytuje pouze ve stádiu gametofytu. Rozmnožuje se jen vegetativně. Nejbližší populace vytvářející sporofyt jsou vzdáleny od českých lokalit kolem 1000 km. Genetické studie prokázaly, že české populace jsou geneticky ochuzené - pouze s 2 klony.

## Ohrožení
Jedná se o kriticky ohrožený a chráněný relikt, původní v ČR. Je chráněný v EU Bernskou úmluvou, zapsaný na seznamu Natura 2000.